# Amata nitobei
Amata nitobei là một loài bướm đêm thuộc phân họ Arctiinae, họ Erebidae.